# 王璽 (弘治進士)
王璽（1460年—？），字仲信，江西吉安府廬陵縣人，軍籍，明朝政治人物。

## 生平
江西鄉試第七十三名舉人。弘治九年（1496年）中式丙辰科會試第一百八十四名，三甲第一百一十二名進士。曾任廣東德慶州知州。

## 家族
曾祖王子完；祖父王彥全；父親王萬悅。母胡氏。具庆下。